# Liste der Naturdenkmale in Deidesheim
Die Liste der Naturdenkmale in Deidesheim nennt die im Stadtgebiet von Deidesheim ausgewiesenen Naturdenkmale (Stand 4. März 2024).

## Naturdenkmale
| Nr.         | Bezeichnung                        | Lage                                                | Beschreibung                                          | Bild                                    |
| ----------- | ---------------------------------- | --------------------------------------------------- | ----------------------------------------------------- | --------------------------------------- |
| ND-7332-171 | Pfannensteine                      | nordwestlich des Ortes; Distrikt Pfanne Lage        | Felsplatte mit Grenzmarkierungen (Loogfelsen)         | mehr Fotos \| Fotos hochladen           |
| ND-7332-211 | 150-jähriger Efeustock             | am nördlichen Ortsrand; Flur Hohenmorgen Lage       | Hedra helix; an einer Weinbergsmauer, um 1820 gekeimt | mehr Fotos \| Fotos hochladen           |
| ND-7332-508 | Felsblock „Großmutter“             | westlich des Ortes am Nordhang des Mittelbergs Lage | Felsblock                                             | mehr Fotos \| Fotos hochladen           |
| ND-7332-509 | Felsblock am Gemminger Hinkelstein | westlich des Ortes am Osthang des Waldbergs Lage    | Felsblock                                             | mehr Fotos \| Fotos hochladen           |
| ND-7332-510 | Schnokebrunnen                     | südwestlich des Ortes im Benjental Lage             | gefasste Quelle                                       | mehr Fotos \| Fotos hochladen           |
| ND-7332-511 | Grimmeisenbrunnen                  | westlich des Ortes im Martental Lage                | gefasste Quelle                                       | mehr Fotos \| Fotos hochladen           |
| ND-7332-512 | Weinbachspring                     | westlich des Ortes im Martental Lage                | gefasste Quelle                                       | mehr Fotos \| Fotos hochladen           |
| ND-7332-513 | Schwarzer Maulbeerbaum             | Schloßstraße, hinter Nr. 4/6 im Park Lage           | Morus nigra                                           | Direkt Bild zu diesem Denkmal hochladen |
| ND-7332-514 | Weißer Maulbeerbaum                | Schloßstraße, hinter Nr. 4/6 im Park Lage           | Morus alba                                            | Direkt Bild zu diesem Denkmal hochladen |
| ND-7332-515 | Platanenallee                      | Platanenweg, entlang des Friedhofs Lage             | Platanus sp.                                          | mehr Fotos \| Fotos hochladen           |

## Ehemalige Naturdenkmale
| Nr.         | Bezeichnung | Lage                                 | Beschreibung                                               | Bild                          |
| ----------- | ----------- | ------------------------------------ | ---------------------------------------------------------- | ----------------------------- |
| ND-7332-183 | Drei Eichen | westlich des Ortes im Sensental Lage | Quercus sp.; drei Bäume; 2014 umgestürzt bzw. 2018 gefällt | mehr Fotos \| Fotos hochladen |